# The Wild Wild West
The Wild Wild West este un serial TV Weird Western, cu spioni, științifico-fantastic, creat de Michael Garrison, cu Robert Conrad și Ross Martin în rolurile principale. A fost transmis pe rețeaua de televiziune CBS timp de patru sezoane (104 episoade) din 17 septembrie 1965 până în 11 aprilie 1969. Două filme de televiziune de comedie au fost produse cu distribuția originală în 1979 și 1980 și serialul a fost adaptat ca un film cinematografic în 1999, cu Will Smith și Kevin Kline.